# Wohn- und Wirtschaftsgebäude Kirchweg 5
Das Wohn- und Wirtschaftsgebäude Kirchweg 5 in der niedersächsischen Gemeinde Ritterhude, Ortsteil Werschenrege, stammt aus dem frühen 19. Jahrhundert. Aktuell (2025) wird es als Wohnhaus genutzt.
Das Gebäude steht unter Denkmalschutz (siehe auch Liste der Baudenkmale in Ritterhude).

## Geschichte und Beschreibung
Das eingeschossige traufständige Gebäude als Zweiständer-Hallenhaus in Fachwerk mit Steinausfachungen und reetgedecktem Krüppelwalmdach mit breiter Schleppgaube, Uhlenloch und Grooter Door mit Korbbogen wurde 1817 (Inschrift) in Einzellage gebaut.
Das Landesdenkmalamt befand u. a.: „… ein regionstypisches Hallenhaus in Zweiständerkonstruktion des frühen 19. Jahrhunderts …“